# فهرست کشورهایی که اسپانیایی در آن‌ها زبان رسمی است

زبان اسپانیایی در سراسر جهان

پرچم کشورهای اسپانیایی زبان

در اینجا فهرست کشورهایی که زبان اسپانیایی در آن‌ها جزو زبان‌های رسمی است ارائه شده‌است. طی آمار سال ۲۰۱۴ میلادی زبان اسپانیایی با ۴۷۰ میلیون نفر گویشور زبان مادری، دومین زبان پرگویشور جهان بعد از زبان چینی است. کشور مکزیک بزرگترین کشور اسپانیایی‌زبان از لحاظ شمار گویشوران است.

## زبان رسمی یا ملی
اسپانیایی در کشورها و سرزمین‌های زیر زبان رسمی یا یکی از زبان‌های رسمی است:

### کشورهای مستقل
| کشور            | وضعیت زبان | جمعیت (۲۰۱۴) |
| --------------- | ---------- | ------------ |
| مکزیک           | دوفاکتو    | ۱۲۰٬۲۸۶٬۶۵۵  |
| کلمبیا          | دوژور      | ۴۸٬۴۰۰٬۳۸۸   |
| اسپانیا         | دوژور      | ۴۷٬۷۳۷٬۹۴۱   |
| آرژانتین        | دوفاکتو    | ۴۳٬۰۲۴٬۳۷۴   |
| پرو             | دوژور      | ۳۰٬۱۴۷٬۹۳۵   |
| ونزوئلا         | دوژور      | ۲۸٬۸۶۸٬۴۸۶   |
| شیلی            | دوفاکتو    | ۱۷٬۳۶۳٬۸۹۴   |
| اکوادور         | دوژور      | ۱۵٬۶۵۴٬۴۱۱   |
| گواتمالا        | دوژور      | ۱۴٬۶۴۷٬۰۸۳   |
| کوبا            | دوژور      | ۱۱٬۰۴۷٬۲۵۱   |
| بولیوی          | دوژور      | ۱۰٬۶۳۱٬۴۸۶   |
| جمهوری دومینیکن | دوژور      | ۱۰٬۳۴۹٬۷۴۱   |
| هندوراس         | دوژور      | ۸٬۵۹۸٬۵۶۱    |
| پاراگوئه        | دوژور      | ۶٬۷۰۳٬۸۶۰    |
| السالوادور      | دوژور      | ۶٬۱۲۵٬۵۱۲    |
| نیکاراگوئه      | دوفاکتو    | ۵٬۸۴۸٬۶۴۱    |
| کاستاریکا       | دوژور      | ۴٬۷۵۵٬۲۳۴    |
| پاناما          | دوژور      | ۳٬۶۰۸٬۴۳۱    |
| اروگوئه         | دوفاکتو    | ۳٬۳۳۲٬۹۷۲    |
| گینه استوایی    | دوژور      | ۱٬۷۲۲٬۲۵۴    |
| کل              |            | ۴۴۲٬۴۷۶٬۰۰۷  |

### سرزمین‌ها
| سرزمین    | وضعیت زبان | جمعیت (۲۰۱۴) |
| --------- | ---------- | ------------ |
| پورتوریکو | دوژور      | ۳٬۶۲۰٬۸۹۷    |

## زبان اکثریت ولی غیررسمی
اگرچه اسپانیایی در کشورها و سرزمین‌های زیر در سطح ملی زبان رسمی نیست، به‌طور منظم صحبت می‌شود و/یا زبان مادری اکثریت جمعیت است. در هر یک، خدمات عمومی، اطلاعات و انواع مختلف رسانه‌ها به زبان اسپانیایی در دسترس است.
| سرزمین   | جمعیت (۲۰۱۴) | جمعیت گویشوران | درصد اسپانیایی |
| -------- | ------------ | -------------- | -------------- |
| آندورا   | ۸۵٬۴۵۸       | ~۵۰٬۰۰۰        | ۶۸٪            |
| بلیز     | ۳۴۰٬۸۴۴      | ~۲۰۰٬۰۰۰       | ۶۲٪            |
| جبل طارق | ۲۹٬۱۸۵       | ۲۳٬۸۵۷         | ۸۲٪            |

## زبان اقلیت بزرگ
اگرچه اسپانیایی در ایالات متحده در سطح ملی زبان رسمی نیست، در این کشور به‌طور منظم صحبت می‌شود و/یا زبان مادری اقلیت چشم‌گیری از جمعیت است. در این کشو خدمات عمومی، اطلاعات و انواع مختلف رسانه‌ها به زبان اسپانیایی در دسترس است.
| سرزمین              | جمعیت (۲۰۱۴) | جمعیت گویشوران | درصد اسپانیایی |
| ------------------- | ------------ | -------------- | -------------- |
| ایالات متحده آمریکا | ۳۱۸٬۸۹۲٬۱۰۳  | ۵۹٬۷۶۳٬۶۳۱     | ۱۹٪            |

## زبان‌های کریول
چندین کریول برپایه اسپانیایی ایجاد شده‌اند. زبان چاباکانو رایج در زامبوانگا فیلیپین و پاپیامنتو در آروبا، بونیر و کوراسائو در کارائیب از این زبان‌ها هستند.
زبان چامورو یک زبان آسترونزیایی با وام‌واژگانی بسیار از اسپانیایی است؛ برخی از پژوهشگران آن را نیز کریول دانسته‌اند، اما معتبرترین منابع این موضوع را انکار می‌کنند.
| کشور               | زبان کریول    | گویشوران تخمینی | سال  | وضعیت |
| ------------------ | ------------- | --------------- | ---- | ----- |
| آروبا              | پاپیامنتو     | ~۱۰۰٬۰۰۰        | —    | رسمی  |
| جزایر کارائیب هلند | پاپیامنتو     | –               | –    | رسمی  |
| کوراسائو           | پاپیامنتو     | ۱۸۵٬۱۵۵         | ۱۹۸۱ | رسمی  |
| فیلیپین            | زبان چاباکانو | ۶۸۹٬۰۰۰         | ۱۹۹۲ | محلی  |

## یهودی-اسپانیایی
یهودی-اسپانیایی (یا لادینو) زبانی است که از اسپانیایی میانه ریشه گرفته‌است و هنوز توسط برخی سفاردی‌ها که در اسرائیل زندگی می‌کنند تکلم می‌شود.

## سازمان‌های بین‌المللی
- سازمان ملل متحد
- اتحادیه اروپا
- اتحادیه کشورهای آمریکای جنوبی
- اتحادیه آفریقا
- نظام همگرایی آمریکای مرکزی
- Latin American Parliament (Parlatino)
- United Nations Economic Commission for Latin America and the Caribbean (ECLAC)
- سازمان کشورهای آمریکایی
- سازمان امنیت و همکاری اروپا
- Organization of Ibero-American States (OEI)
- سازمان تجارت جهانی
- قرارداد تجارت آزاد آمریکای شمالی
- بازار مشترک کشورهای آمریکای جنوبی
- جامعه آند
- جامعه و بازار مشترک کارائیب
- انجمن ادغام آمریکای لاتین
- دبیرخانه پیمان جنوبگان
- سازمان بین‌المللی کار
- فائو
- اتحادیه بین‌المللی مخابرات
- اتحادیه لاتین
- Pacific Alliance
- پلیس بین‌الملل
- فیفا
- Inter-American Development Bank
- سازمان جهانی گردشگری (UNWTO)